# Reiseberater
Ein Reiseberater ist ein Mensch oder ein computergestütztes System, welches einen Urlaubsinteressierten bei der Auswahl einer Reisedestination sowie Reiseangeboten wie z. B. Flüge und Hotels unterstützt.

## Schwerpunkte eines Reiseberaters
Ein Reiseberater berät Konsumenten dabei, richtige Reisen für ihre Anforderungen auszuwählen. Eine Reise kann z. B. aus einem Flug, einer Kombination von Flug und Hotel (Pauschalreise) oder auch lediglich einem Hotel bestehen. Kernkompetenz eines Reiseberaters ist dabei, zunächst auf Basis der Anforderungen des Konsumenten eine geeignete Region zu empfehlen.
Die Reiseberatung ist so dafür zuständig, aus der Vielzahl von Angeboten nur geeignete Angebote auszuwählen und diese im Idealfall nach den Relevanzkriterien des Nutzers sortiert zu empfehlen.

## Inhalte der Reiseberatung
Eine gute Reiseberatung zeichnet sich dadurch aus, dass sie folgende Aspekte berücksichtigt:
- Auswahl der geeigneten Region für die jeweilige Jahreszeit
- Abwägen von Vor- und Nachteilen sowie Auffinden von Kompromiss-Situationen (z. B. kurze Flugzeit, aber im Januar baden gehen)
- Berücksichtigung von Klimadaten
- Berücksichtigung von Regionskriterien, wie z. B. mögliche Aktivitäten, Outdoor-Gegebenheiten, Kultur, Gastronomie, Sport-Möglichkeiten, Shopping und Nachtleben
- (je nach Umfang) auch Beratung über Hotels (insb. bei Pauschalreisen)

Selbstverständlich werden dabei je nach Anwendungsfall unterschiedliche Schwerpunkte gesetzt; so steht bei Pauschalreisen für Urlaube die Region und z. B. Badeorte als Haupt-Urlaubsmotiv im Vordergrund, während bei Individualreisen die Kulturmerkmale und mögliche Aktivitäten einer Region stärker im Vordergrund stehen. Genau diese Abbildung der unterschiedlichen Motivationen und Reisewünsche machen die Reiseberatung sehr komplex.

## Beispiele einer Reiseberatung
Das in stationären Reisebüros am häufigsten auftretende Beispiel der Reiseberatung ist der Expedient im Reisebüro.

Es gibt auch Systeme zur Online-Reiseberatung:

### Online-Reiseberatung aus technischer Sicht
Zahlreiche Online-Reiseportale bieten mehr oder weniger ausgereifte Suchtools, und je nachdem wie weit diese gehen kann man von Beratung sprechen oder nicht. Im eigentlichen Sinn ist von Onlineberatung die Rede, sobald wissensbasierte Empfehlungen ausgesprochen werden (d. h., dass seine Anforderungen (hier: Reisewünsche) in Produktempfehlungen übersetzt werden).
Im Idealfall ist eine Reiseberatung an eine Internetbuchungsmaschine angeschlossen, um direkt die empfohlenen Angebote auch auf Vakanz und aktuelle Preisangebote zu prüfen.
Ein Online-Reiseberater verwendet sogenannte Recommender-Systeme (siehe Empfehlungsdienst), ein Software-System mit dem auf Basis der Nutzereingaben (hier: Reisewünsche) geeignete Empfehlungen (hier: Reiseangebote mit Regions-, Flug-  und Hotelempfehlungen) unterbreitet werden können.